# Журавка (Богучарский район)
Журавка — село в Подколодновском сельском поселении Богучарского района Воронежской области России.

## География
Расположено в восьми километрах к северо-западу от центра сельсовета села Подколодновка, на левом берегу реки Дон.

## История
Основано казаками не раньше 1720-х годов. Как казачий хутор известно с 1761 года, в 1769 году Журавку посетил Самуил Гмелин.
В 1938 году в селе был установлен памятник В.И. Ленину.
Из Журавки на фронт в 1941-1945 годах ушли 195 человек, 98 не вернулись с полей сражения. Их память увековечена памятником, установленным в 1969 году.
Водопровод функционирует с 1969, газ пришел в село с 1996, асфальт проложен в 1991 году.

## Население
| 1859 | 1897  | 2000 | 2005 | 2010 |
| ---- | ----- | ---- | ---- | ---- |
| 2696 | ↗4336 | ↘685 | ↘588 | ↘552 |

## Улицы
| - ул. Донская, - ул. Ленина, - ул. Партизанская, - ул. Первомайская, | - ул. Садовая, - ул. Сосновая, - ул. Степная, - ул. Школьная, | - пер. Лесной, - пер. Лозовой, - пер. Озерный, - пер. Советский. |